# Ясавэй
Ассоциация ненецкого народа «Ясавэй» — российское региональное общественное движение ненцев, некоммерческая организация. Является участником Ассоциации коренных малочисленных народов Севера, Сибири и Дальнего Востока Российской Федерации (АКМНСС и ДВ РФ), а также членом Ассоциации оленеводов мира (АОМ).

## История
Ассоциация была образована 12 декабря 1989 года на 1-м Учредительном съезде народов Севера в городе Нарьян-Маре. В 1998 году Ассоциация «Ясавэй» переименована в общественное движение «Ассоциация ненецкого народа „Ясавэй“». Имеет 21 структурное подразделение в населённых пунктах НАО.
Имеет право законодательной инициативы, закреплённое в Уставе Ненецкого автономного округа:

Вопросы социально-экономического развития ненецкого народа органы государственной власти и управления округа решают с участием ассоциации ненецкого народа «Ясавэй».

## Руководители
- 1989—1991 — Ангелина Сергеевна Ардеева (президент).
- 1991—1992 — Людмила Васильевна Лаптандер (президент).
- 1992—1995 — Евдокия Ефремовна Телекова (вице-президент).
- 1995—2001 — Александр Иванович Выучейский (президент).
- 2001—2010 — Владислав Владимирович Песков (президент).
- с 2010 — июнь 2015 года  — Александр Егорович Белугин (президент).
- июнь 2015 — 3 апреля 2016 — Владислав Владимирович Песков (и.о. президента).
- с 3 апреля 2016 - Юрий Аркадьевич Хатанзейский (президент).

## Совет Ассоциации "Ясавэй"
Совет Ассоциации «Ясавэй» является коллегиальным органом, избираемый на Съезде.
Состав Совета Ассоциации «Ясавэй», период 2016—2019 гг.
- Каменева Ольга Федоровна — вице-президент по правовым вопросам.
- Талеев Сергей Владимирович — вице-президент по экологии и недропользованию.
- Латышев Николай Васильевич — вице-президент по традиционным видам хозяйственной деятельности.
- Канюкова Валентина — вице-президентом по молодежи.
- Ханзерова Ирина Леонидовна — вице-президент по языку, культуре и образованию.
- Александр Игоревич Терлецкий - член совета.
- Инга Александровна Артеева - член совета.
- Альберт Григорьевич Ардеев - член совета.
- Анна Ивановна Лыченко - член совета.
- Игорь Янович Ардеев - член совета.

Состав Совета Ассоциации «Ясавэй» период 2013—2016 гг.
- Песков Владислав Владимирович — вице-президент по вопросам традиционного хозяйствования.
- Коткин Владимир Николаевич — вице-президент по правовым вопросам
- Ардеев Алексей Иванович — вице-президент по вопросам экологии, землепользования и недропользования
- Вылко Виктор Михайлович — вице-президент по вопросам молодежной политики
- Ледкова Юлия Александровна — вице-президент по вопросам языка, культуры и образования
- Лыченко Анна Ивановна — член Совета
- Платова Галина Владимировна — член Совета
- Каменева Ольга Федоровна — член Совета
- Канюкова Людмила Елисеевна — член Совета
- Выучейский Александр Иванович — член Совета.

Состав Совета Ассоциации «Ясавэй» период 2010—2013 гг.
- Песков Владислав Владимирович — вице-президент
- Латышев Николай Васильевич — вице-президент
- Ханзерова Ирина Леонидовна — вице-президент
- Ардеев Алексей Иванович — вице-президент
- Ардеева Ангелина Сергеевна — вице-президент
- Платова Галина Владимировна — член Совета
- Канюкова Людмила Елисеевна — член Совета
- Лыченко Анна Ивановна — член Совета
- Коткин Владимир Николаевич — член Совета
- Канев Федор Владимирович — член Совета

## Съезды
- I Съезд был проведен в 1989.
- VI Съезд был проведен 17 марта 2001 года, в городе Нарьян-Маре.
- VII Съезд был проведен 19 марта 2004 года, в городе Нарьян-Маре. в работе Съезда принимало участие 53 делегата из населённых пунктов Ненецкого автономного округа. В работе Съезда принимали участие президент Ассоциации коренных малочисленных народов Севера, Сибири и Дальнего Востока С.Н. Харючи, глава администрации Ненецкого автономного округа В.Я. Бутов, депутат Государственной Думы А.Н. Чилингаров, президент Союза оленеводов России Д.О. Хороля.
- VIII Съезд был проведен 7 апреля 2007 года в г. Нарьян-Маре. По итогам его работы было принято решение.
- IX Съезд был проведен 3 апреля 2010 года в г. Нарьян-Маре. По итогам его работы было принято решение (недоступная ссылка).
- X Съезд был проведен 15-16 марта 2013 года в г. Нарьян-Маре. По итогам его работы было принято решение.
- XI Съезд был проведен 3 апреля 2016 года, в рамках I Съезда коренных малочисленных народов Ненецкого автономного округа в городе Нарьян-Маре.

## Совет старейшин
Создан по решению Съезда.
Совет старейшин создается общественным движением «Ассоциация ненецкого народа «Ясавэй» Ненецкого автономного округа из лиц старшего поколения ненецкого народа (далее Совет старейшин) с целью сохранения его традиций и обычаев, взаимосвязи между поколениями, объединения, содействия и помощи деятельности общественного движения «Ассоциация ненецкого народа «Ясавэй» Ненецкого автономного округа (далее Ассоциация «Ясавэй»).
Совет Старейшин избирается на Съезде и подотчетен Съезду. В период между Съездами Совет старейшин взаимодействует с Советом Ассоциации «Ясавэй». Решения Совета старейшин направляются в Совет Ассоциации «Ясавэй» и носят рекомендательный характер.
В состав Совета Старейшин входят 7 (семь) представителей из лиц старшего поколения ненецкого народа, избранные на Съезде Ассоциации «Ясавэй», хорошо знающие жизнь и проблемы ненецкого народа, его традиции, имеющие большой жизненный и практический опыт, своими действиями и поступками способствующие объединению ненецкого народа, имеющие авторитет среди ненецкого народа и населения Ненецкого автономного округа.
Состав Совета старейшин 2013-2016.
1. Явтысая Ксения Филипповна,
2. Ноготысый Гаврил Алексеевич,
3. Артеева Галина Анатольевна,
4. Лаптандер Людмила Васильевна,
5. Ледков Иван Егорович,
6. Ледков Игорь Николаевич.
7. Михайлова Анастасия Федоровна.

Состав Совета старейшин 2010-2013.
1. Артеева Галина Анатольевна
2. Морозова Полина Федоровна
3. Лаптандер Людмила Васильевна
4. Ледков Иван Егорович
5. Ледков Петр Алексеевич
6. Талеева Матрёна Ивановна
7. Явтысая Ксения Филипповна